# 达娃次仁
达娃次仁（藏語：ཟླ་བ་ཚེ་རིང་།，威利转写：zla ba tshe ring，1972年6月—），男，藏族，西藏萨嘎人，中华人民共和国政治人物，中国共产党党员。现任中共西藏自治区党委常委、日喀则市委书记。

## 生平
1995年7月参加工作。2016年7月，任共青团中央统战部部长。
2020年6月，任西藏自治区自然资源厅厅长。2021年11月，当选中国共产党西藏自治区委员会常委。12月，任自治区党委秘书长。2024年7月，兼任中共日喀则市委书记。